# Goldene Henne
Die Goldene Henne ist ein seit 1995 jährlich vergebener deutscher Publikums- und Medienpreis zur Erinnerung an die 1991 verstorbene Entertainerin Helga Hahnemann, die den Spitznamen „Henne“ hatte.

## Figur
Die Trophäe war bis zum Jahr 2015 ein 3,5 kg schweres und 22 cm hohes, rennendes Huhn aus Bronze, das von dem in der Uckermark lebenden Bildhauer Christian Bonnet geschaffen wurde. Seit 2016 wird eine Skulptur übergeben, die vom Berliner Designstudio Monomango entwickelt wurde. Sie wiegt knapp 3 kg und ist 23 cm hoch. Dieses ebenfalls aus Bronze gegossene Huhn ist nicht vergoldet.

## Veranstaltungsorte
Der Preis wurde von 1995 bis 2010 im Friedrichstadt-Palast in Berlin verliehen. Von 2011 bis 2013 fand die Preisverleihung im Theater am Potsdamer Platz statt; 2014, zum 25. Jahrestag der friedlichen Revolution in Leipzig, außerhalb Berlins in der Neuen Messe Leipzig. 2015 war das Berliner Velodrom Veranstaltungsort, von 2016 bis 2020 und 2024 die Neue Messe Leipzig. 2021 war die Verleihung in der Kongresshalle Leipzig, 2022 und 2023 in der Media City Leipzig.

## Veranstalter
Veranstalter sind die Zeitschrift Superillu und der Mitteldeutsche Rundfunk, deren Leser bzw. Zuschauer die Preisträger ermitteln.
Der Rundfunk Berlin-Brandenburg (rbb) war von 2011 bis 2019 Mitveranstalter, als er den Friedrichstadt-Palast ersetzte, der bis 2010 Mitveranstalter gewesen war, 2020 zog sich der rbb aus der Goldenen Henne zurück, weil ihm die Veranstaltung zu teuer wurde.

## Kategorien
Geehrt werden Personen aus den Bereichen Politik, Kultur, Sport und Massenmedien. 2007 gab es zum ersten Mal die Rubrik „Aufsteiger des Jahres“, in der die Zuschauer per Telefon erst am Abend der Sendung live abstimmen. Auch wurde die Kategorie „Fernsehen“ in „Unterhaltung“ und „Schauspiel“ aufgeteilt.

## Preisträger

### Goldene Henne 1995
- Stefanie Hertel (Musik)
- Frank Schöbel (Musik)
- Henry Maske (Sport)

### Goldene Henne 1996
- Wolfgang Stumph (Fernsehen)
- Carmen Nebel (Fernsehen)
- Jens Weißflog (Sport)
- Kurt Biedenkopf (Politik)
- Rolf Ludwig (Lebenswerk)

### Goldene Henne 1997
- Kai Pflaume (Fernsehen)
- Gaby Albrecht (Musik)
- Lars Riedel (Sport)
- Jan Ullrich (Sport)
- Regine Hildebrandt (Politik)
- Erwin Geschonneck (Lebenswerk)
- Die Soldaten der Bundeswehr (Ehrenpreis)

### Goldene Henne 1998
- Carmen Nebel (Fernsehen)
- Ute Freudenberg (Musik)
- Gunda Niemann-Stirnemann (Sport)
- Roman Herzog (Politik)
- José Carreras (Charity)
- Hans-Joachim Preil (Lebenswerk)

### Goldene Henne 1999
- Wolfgang Stumph (Fernsehen)
- Puhdys (Musik)
- Grit Breuer (Sport)
- Helmut Kohl (Ehrenpreis)
- Dirk Harder (Charity)
- Sigmund Jähn (Lebenswerk)

### Goldene Henne 2000
- Günther Jauch (Fernsehen)
- Stefanie Hertel (Musik)
- Eduard Geyer (Sport)
- Hans-Dietrich Genscher (Ehrenpreis)
- Heinz Quermann (Lebenswerk)
- Ludwig Güttler (Charity)
- Robert Bartko, Nils Schumann, Isabell Werth (Sonderpreis Olympia)

### Goldene Henne 2001
- MDR-Riverboat-Moderatoren: Kim Fisher, Jörg Kachelmann und Jan Hofer[7] (Fernsehen)
- André Rieu (Musik)
- Fußballnationalmannschaft der Frauen (Sport)
- Michail Gorbatschow (Politik), für Verdienste um die deutsche Einheit
- Siegfried und Roy (Lebenswerk), für ihr Engagement als kulturelle Botschafter Deutschlands
- Peter Maffay (Charity)[8]
- New Yorker Feuerwehr vertreten von Brian Bittrolff (Ehrenpreis)

### Goldene Henne 2002
- Carmen Nebel (Fernsehen)
- Stefanie Hertel (Musik)
- Rudi Völler (Sport)
- Franziska van Almsick (Comeback des Jahres)
- Herbert Köfer (Lebenswerk)
- Jenny de la Torre Castro (Charity), die Berliner Ärztin engagiert sich für Obdachlose
- Sven Hannawald (Rekord des Jahres)
- Manfred Stolpe, Lothar Späth (Gestaltung der Deutschen Einheit)
- Postum: Frank Köckritz (Held der Flut), der Pirnaer Feuerwehrmann kam beim Versuch eine Frau aus den Fluten des Hochwassers zu retten ums Leben

### Goldene Henne 2003
- Nena (Musik)
- Wolfgang Stumph (Fernsehen)
- Sven Ottke (Sport)
- Romano Prodi (Politik), Präsident der EU-Kommission für politische Verdienste um die Einheit Europas in Brüssel
- Katarina Witt (Entertainment)
- Wolfgang Tiefensee (Wirtschaft), Leipziger Oberbürgermeister für seinen Einsatz für Olympia
- Armin Mueller-Stahl (Botschafter Deutschlands), filmisches Lebenswerk
- Angelica Domröse (Lebenswerk)
- Alexander Iljinskij (Ehren-Henne), Intendant des Friedrichstadt-Palast

### Goldene Henne 2004
- De Randfichten (Musik)
- Florian Silbereisen (Fernsehen)
- Frank Luck (Sport), Biathlet
- Mario Adorf (Lebenswerk)
- Udo Lindenberg (Rockpoet der Einheit)
- Bärbel Bohley, Christian Führer, Gyula Horn (Politik), für ihr Engagement und ihre Courage im Vorfeld der Einheit
- Jens Fiedler (Olympia), Bahnradsportler
- Bettina Hoy (Olympia)
- Henry Maske (Charity)

### Goldene Henne 2005
- Marshall & Alexander (Musik)
- Peter Escher (Fernsehen)
- Fabian Hambüchen (Sport)
- Rolf Hoppe (Lebenswerk)
- Heike Drechsler (Lebenswerk)
- Ute Freudenberg (Jugendliebe – beliebtester Musiktitel der DDR)
- Bürger der sächsischen Stadt Großenhain (Charity-Preis), Flut-Opfer von 2002 für ihr Engagement gegen die Tsunami-Folgen
- Pater Terrence Perera (Charity-Preis), für sein Engagement gegen die Tsunami-Folgen
- Bernhard Walter, Alan Russell, Fritz L. Büttner (Gesellschaftliches Engagement), für das Engagement für den Wiederaufbau der Dresdner Frauenkirche

### Goldene Henne 2006
- Angela Merkel (Politik), für Verdienste beim Zusammenwachsen von Ost und West
- Ulrich Mühe (Film)
- Fußballnationalelf vertreten von Joachim Löw (Sport)
- Claudia Pechstein (Sport)
- Winfried Glatzeder, Jutta Hoffmann, Gojko Mitić
- Monika Hesse (Charity), für ihr soziales Engagement
- Semino Rossi (Musik)
- Andrea Kiewel (Fernsehen)

### Goldene Henne 2007
- Männer-Handballnationalmannschaft (Sport)
- Maria Furtwängler (TV-Schauspiel)
- Hape Kerkeling (TV-Unterhaltung)
- City (Musik)
- Ursula von der Leyen (Politik), für ihre Verdienste beim Zusammenwachsen von Ost und West
- Maria Kohl (Charity), Vorsitzende des Vereins Kinderträume e. V.
- Helene Fischer (Aufsteigerin des Jahres)
- Manfred Wolke (Lebenswerk Sport)
- Marianne und Michael (Lebenswerk Unterhaltung)
- Kurt Masur (Lebenswerk Musik) – für seine Verdienste während der Wende

### Goldene Henne 2008
- Horst Köhler (Politik), für seine Verdienste um das Zusammenwachsen Deutschlands
- Udo Jürgens (Lebenswerk)
- Aljona Savchenko (Sport), Eiskunstlauf
- Robin Szolkowy (Sport), Eiskunstlauf
- In aller Freundschaft (Schauspiel), TV-Arztserie
- Helene Fischer (Musik)
- Britta Steffen (Olympia)
- Inka Bause (TV-Moderation)
- Eric Steinmann und Christoph Lingnau (Zivilcourage)
- Lena Schöneborn (Aufsteigerin des Jahres), Moderner Fünfkampf

### Goldene Henne 2009
- Hans-Dietrich Genscher (Ehrenpreis Lebenswerk Mauerfall)
- Václav Havel (Ehrenpreis Politik)
- Scorpions (Ehrenpreis Wendesong)
- Ursula Karusseit (Ehrenpreis Lebenswerk)
- Stefan Raab (Ehrenpreis Fernseh-Innovation)
- Peter Escher (Ehrenpreis Charity)
- Beate Nagel und Siegmar Wolf (Ehrenpreis „Helden des Alltags“)
- Puhdys (Jubiläumshenne Musik)
- Ina Müller (Publikumspreis „Aufsteigerin des Jahres“)
- Kati Wilhelm (Leserpreis Sport)
- Andrea Kiewel (Leserpreis Moderation)
- Wolfgang Stumph (Leserpreis Schauspiel)
- Michael Hirte (Leserpreis Musik)

### Goldene Henne 2010
- Christo (Lebenswerk 20 Jahre Einheit)
- Joachim Gauck (Ehrenpreis Politik)
- Lena Meyer-Landrut (Ehrenpreis Sympathie-Botschafterin für ein junges, modernes Deutschland)
- Lang Lang (Ehrenpreis Klassik)
- HaitiCare e. V. (Charity)
- Anna Felicitas Sarholz (Publikumspreis „Aufsteigerin des Jahres“)
- Fußballnationalmannschaft der Männer vertreten von Arne Friedrich (Leserpreis Sport)
- Gerhard Delling und Günter Netzer (Leserpreis Moderation)
- Fritz Wepper und Janina Hartwig (Leserpreis Schauspiel) für ihre Rollen in der Fernsehserie Um Himmels Willen
- Helene Fischer (Leserpreis Musik)

### Goldene Henne 2011
- Wolfgang Schäuble (Ehrenpreis Politik)
- Frank Elstner (Ehrenpreis Lebenswerk)
- Marcel Gleffe (Ehrenpreis Zivilcourage)
- Ulli Wegner (Ehrenpreis Sportlegende)
- Mario Rüdiger (Ehrenpreis Charity)
- Kai Pflaume (Leserpreis Moderation)
- Aljona Sawtschenko und Robin Szolkowy (Leserpreis Sport)
- Andrea Berg (Leserpreis Musik)
- Jan Josef Liefers und Axel Prahl (Leserpreis Schauspiel)
- Julia Leischik (Publikumspreis Aufsteigerin des Jahres)

### Goldene Henne 2012
- Lech Wałęsa (Ehrenpreis Politik)
- Frank Schöbel (Ehrenpreis Lebenswerk)
- Arndt Bause (Ehrenpreis Legende)
- Robert Harting (Ehrenpreis Olympia)
- Kanu-Club Potsdam (Ehrenpreis Olympia)
- Carmen Nebel (Ehrenpreis Charity)
- Günther Jauch (Publikumspreis Moderation)
- Magdalena Neuner (Publikumspreis Sport)
- Helene Fischer (Publikumspreis Musik)
- Matthias Schweighöfer (Publikumspreis Schauspiel)
- Ken Roczen (Publikumspreis „Aufsteiger des Jahres“)

### Goldene Henne 2013
- Matthias Platzeck (Ehrenpreis Politik)
- Jaecki Schwarz und Wolfgang Winkler (Ehrenpreis Lebenswerk)
- Silly (Ehrenpreis Rock/Pop)
- Gernot Quaschny (Ehrenpreis Charity)
- Frank Elstner und Ranga Yogeshwar (Publikumspreis Moderation)
- Sabine Lisicki (Publikumspreis Sport)
- Andrea Berg (Publikumspreis Musik)
- Jan Josef Liefers (Publikumspreis Schauspiel)
- Linda Hesse (Publikumspreis „Aufsteiger des Jahres“)

### Goldene Henne 2014
- Kurt Masur (Ehrenpreis Politik)
- Roland Kaiser (Ehrenpreis Lebenswerk)
- Straßenkinder e. V. (Ehrenpreis Charity)
- Helene Fischer (Publikumspreis Musik und „Superhenne“ zum 20-jährigen Jubiläum)
- Wolfgang Stumph (Publikumspreis Schauspiel)
- Fußballnationalmannschaft der Männer (Publikumspreis Sport)
- Hilfe für Opfer von DDR-Zwangsadoptionen e.V (Ehrenpreis „Stille Helden“)
- Marcel Kittel (Publikumspreis „Aufsteiger des Jahres“)
- Guido Maria Kretschmer (Publikumspreis Moderation)

### Goldene Henne 2015
- Roland Jahn (Ehrenpreis Politik)
- Juliana Luisa Gombe (Ehrenpreis Charity)
- Udo Lindenberg (Ehrenpreis Größte Live-Show)
- Karat (Ehrenpreis Rock/Pop)
- Santiano (Publikumspreis Musik)
- Hans Sigl (Publikumspreis Schauspiel)
- Claudia Pechstein (Publikumspreis Sport)
- Steffen Henssler (Publikumspreis Entertainment)
- Franziska Preuß (Publikumspreis „Aufsteiger des Jahres“)

### Goldene Henne 2016
- heute-show (Ehrenpreis Politik)[9]
- Polizeiruf 110 (Ehrenhenne)[Anm. 1]
- „Dorf der Jugend“ in Grimma (Leitung Tobias Burdukat, Ehrenpreis Charity)
- Helene Fischer (Publikumspreis Musik)[10]
- Florian David Fitz & Matthias Schweighöfer (Publikumspreis Schauspiel)[11]
- Fabian Hambüchen (Publikumspreis Sport)[12]
- Barbara Schöneberger (Publikumspreis Entertainment)[13]
- Max Giesinger (Publikumspreis „Aufsteiger des Jahres“)
- Dieter Hallervorden (Lebenswerk)

### Goldene Henne 2017
- Florian Silbereisen (Publikumspreis Entertainment)[14]
- Hans Sigl (Publikumspreis Schauspiel)[15]
- Karel Gott (Lebenswerk)
- Toni Kroos (Publikumspreis Sport)[16]
- Tina Witkowski (Charity)
- Johannes Vetter (Publikumspreis Aufsteiger des Jahres)[17]
- The Kelly Family (Publikumspreis Musik)[18]

### Goldene Henne 2018

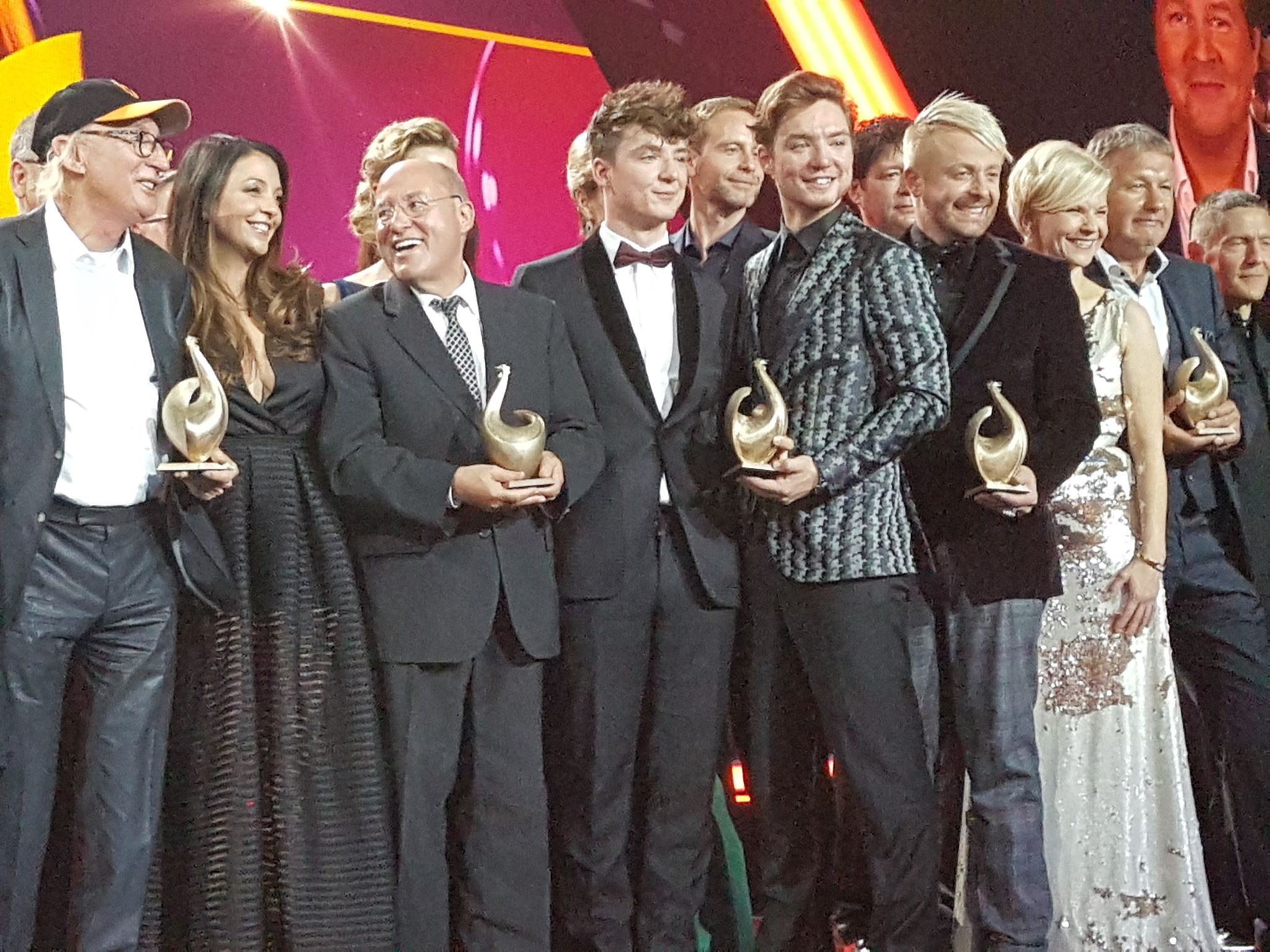
Gewinner der Goldenen Henne 2018

- Angelo Kelly & Familie (Publikumspreis Musik)[19]
- Angelique Kerber (Publikumspreis Sport)[20]
- In aller Freundschaft (Ehrenhenne)
- Ben Zucker (Publikumspreis Aufsteiger des Jahres)[21]
- Dresdner Sonnenstrahl e. V. (Charity)
- Elyas M’Barek (Publikumspreis Schauspiel)[22]
- Gregor Gysi (Ehrenpreis Politik)[23]
- Ross Antony (Publikumspreis Entertainment)[24]
- Die Lochis (Publikumspreis #onlinestars)[25]
- Otto Waalkes (Lebenswerk)[26]

### Goldene Henne 2019
- Julius Weckauf (Aufsteiger des Jahres)
- Jürgen Klopp (Sport)
- Feuerwehr Parchim (Charity) stellvertretend für alle ehrenamtlichen Helfer und Feuerwehrmänner, die im Sommer gegen den größten Waldbrand des Bundeslands Mecklenburg-Vorpommern kämpften
- Wincent Weiss (Musik)
- Katrin Hattenhauer, Gesine Oltmanns, Christian Dietrich und Uwe Schwabe (Politik) für ihr Engagement als Bürgerrechtler der Montagsdemonstrierenden von 1989 in Leipzig
- Emilia Schüle (Schauspiel)
- Joko Winterscheidt und Paul Ripke (Entertainment) für ihren Podcast Alle Wege führen nach Ruhm
- Wilke Zierden und Udo Tesch (#onlinestars)
- Gunther Emmerlich (Lebenswerk)

### Goldene Henne 2020
- Herbert Köfer (Lebenswerk)[27]
- Pur (Ehrenhenne für 40-jähriges Bühnenjubiläum)
- Charly Hübner (Schauspiel)
- Bastian Schweinsteiger (Sport)
- Ramon Roselly (Aufsteiger des Jahres)
- Die Helene Fischer Show (Entertainment)
- Lukas Stern e. V. aus Chemnitz (Charity)
- Felix Neureuther (Sport)
- Deutsches Fernsehballett (Ehrenpreis)
- Thomas Anders und Florian Silbereisen (Musik)
- Stephan Werner aus Gera (Zivilcourage)
- Florian Kiesow alias „Varion“ (#onlinestars)

### Goldene Henne 2021
- Die Prinzen (Ehrenhenne für 30-jähriges Bühnenjubiläum)
- Claudia Michelsen (Publikumspreis Schauspiel)
- Fluthelfer Frank Pastille[28] (Helden des Alltags)
- Jamal Musiala (Publikumspreis Aufsteiger des Jahres)
- Wincent Weiss (Publikumspreis Musik)
- U-21-Fußballnationalmannschaft der Männer (Publikumspreis Sport)
- Jumpers – Jugend mit Perspektive gGmbH (Charity)
- Florian Wellbrock, Martin Schulz und Aline Rotter-Focken (Ehrenpreis Sport)
- Sybille Klenzendorf (Unsere Zukunft)
- Joko Winterscheidt mit Wer stiehlt mir die Show? (Publikumspreis Entertainment)
- Wolfgang Stumph (Lebenswerk)
- Jens Knossalla (#onlinestars)

### Goldene Henne 2022
- Michael Patrick Kelly (Musik)
- City (Ehrenpreis)
- Bahnrad-Vierer der Damen Lisa Brennauer, Franziska Brauße, Lisa Klein und Mieke Kröger (Sport)
- Anna-Lena Forster und Francesco Friedrich (Ehrenpreis Sport)
- Svenja Jung (Schauspiel)
- Jasmin Sibel, Künstlername Gnu (#onlinestars)
- Roland Kaiser (Entertainment)
- Verein One Earth – One Ocean (Unsere Zukunft)
- Freiwillige Feuerwehr Bad Schandau für die Bekämpfung der Waldbrände in der Sächsischen Schweiz (Helden des Alltags)
- Jugendbeirat der Stiftung Deutsche Depressionshilfe (Charity)
- Sophia Bauckloh (Aufsteiger)
- Nana Mouskouri (Lebenswerk)

### Goldene Henne 2023
- Howard Carpendale (Ehrenpreis)
- Ute Freudenberg (Lebenswerk)
- Udo Lindenberg und Apache 207 (Publikumspreis Musik)
- Martina Hill (Publikumspreis Entertainment)
- Eishockeynationalmannschaft der Männer (Publikumspreis Sport)
- Simone Thomalla (Publikumspreis Schauspiel)
- Selina Grotian (Aufsteigerin des Jahres)
- Freiwilligen-Agentur Halle (Helden des Alltags)
- Kinderhospiz Magdeburg (Charity)
- Rhinoforest e. V. (Auszeichnung)

### Goldene Henne 2024
- Inka Bause (Entertainment)
- ASB-Wünschewagen Sachsen (Charity)
- Lukas Märtens (Sport)
- Thomas Wandschneider (Paralympics)
- Sielmanns Naturlandschaft Döberitzer Heide (Unsere Zukunft)
- Roland Kaiser (Ehrenpreis Musik)
- Melanie Stein mit Wir sind der Osten (35 Jahre Mauerfall)
- Kriseninterventionsteam Leipzig (Helden des Alltags)
- Karoline Herfurth (Film & Fernsehen)
- Wincent Weiss (Musik)
- Peter Maffay (Lebenswerk)[29]

### Mehrfachgewinner
8 Hennen
- Helene Fischer

6 Hennen
- Wolfgang Stumph

4 Hennen
- Carmen Nebel

3 Hennen
- Ute Freudenberg
- Deutsche Fußballnationalmannschaft
- Stefanie Hertel
- Udo Lindenberg
- Florian Silbereisen
- Roland Kaiser
- Wincent Weiss

2 Hennen
- Andrea Berg
- City (Band)
- Frank Elstner
- Peter Escher
- Hans-Dietrich Genscher
- Fabian Hambüchen
- In aller Freundschaft
- Günther Jauch
- Andrea Kiewel
- Herbert Köfer
- Jan Josef Liefers
- Henry Maske
- Kurt Masur
- Claudia Pechstein
- Kai Pflaume
- Puhdys
- Aljona Savchenko
- Frank Schöbel
- Matthias Schweighöfer
- Hans Sigl
- Robin Szolkowy
- Joko Winterscheidt
- Peter Maffay
- Inka Bause